# Звукозапись (Windows)
Звукозапись — программа для звукозаписи, входящая в состав Microsoft Windows.

## Возможности
Программа предназначена для записи звука с микрофона или других источников звука. На современных звуковых платах (или интегрированных в материнскую плату звуковых чипах), помимо входов, можно производить запись со звуковых выходов, звук с которых посредством служебного канала-петли (обычно он носит название Out Mix или подобное) передаётся на входные каналы. Записанный звук может быть сохранён в формате .wav. Программа может открывать существующие файлы в формате .wav, сохранённые как с использованием сжатия, так и без. При этом для открытия сжатых файлов используются кодеки, установленные в компоненте под названием Audio Compression Manager (ACM).
В Windows 7 программа была упрощена, а звук сохраняется в формате WMA.
В режиме записи показывается шкала громкости, которая указывает громкость входящего звука. Если нажать кнопку остановки записи, откроется стандартный Проводник Windows с предложением сохранить файл. При нажатии кнопки отмены запись не прекратится, а приостановится. Её можно продолжить с места остановки.

## Ограничения
В версиях для MS Windows XP и старше запись звука производилась непосредственно в оперативную память (а не сразу на диск) и продолжительность записываемого фрагмента была ограничена 60 секундами. Ограничение носит программный характер, поэтому может быть преодолено одним из следующих способов: после достижения лимита нажатие кнопки Запись добавит ещё 60 секунд; открытие существующего файла нужной продолжительности и запись поверх него; используя пункт Уменьшить скорость (из меню Эффекты) несколько раз; воспользоваться статьёй на Майкрософт: Как увеличить время максимум записи в программу Звукозапись http://support.microsoft.com/kb/82215 Архивная копия от 6 октября 2011 на Wayback Machine